# CASA C-202 Halcón
Il CASA C-202 Halcón era un bimotore da trasporto militare prodotto dall'azienda spagnola Construcciones Aeronáuticas, S.A. (CASA) negli anni cinquanta.
Sviluppato dal precedente C-201 Alcotán, venne realizzato in due prototipi più 10 esemplari di serie, questi ultimi utilizzati dai reparti di trasporto dell'Ejército del Aire fino al 1968 .

## Storia del progetto
Alla fine della seconda guerra mondiale la produzione industriale aeronautica spagnola era incentrata sulla costruzione di modelli di origine straniera realizzati su licenza, alcuni dei quali legati alla Germania e che, a causa dell'esito sfavorevole del conflitto, non potevano essere più adeguatamente supportati. In quest'ottica il Ministerio del Aire Español decise di incoraggiare lo sviluppo di progetti nazionali.
La CASA iniziò quindi lo sviluppo di una serie di progetti finalizzati a realizzare un aereo da trasporto leggero ad uso militare, tre bimotori ed un quadrimotore caratterizzati da diverse dimensioni e capacità, e che si concretizzeranno nei C-201 Alcotán, C-202 Halcón e C-207 Azor. Nel novembre 1948 il Ministero stipulò con l'azienda spagnola un contratto per lo sviluppo di due prototipi del C-202 Halcón, i quali dovevano avere una capacità di 14 passeggeri più tre membri di equipaggio alloggiati in una cabina climatizzata. Il primo dei due esemplari venne portato in volo per la prima volta nel maggio 1952, in ritardo rispetto alle previsioni in quanto i due motori Elizalde 9C-29-750-beta-4, realizzati anch'essi in Spagna dalla ENMASA, non erano ancora disponibili in quanto la fornitura era già assegnata ai velivoli della flotta in carico alla compagnia aerea Iberia.
La commissione incaricata dal Ministero ritenne soddisfacente la proposta della CASA che, nell'ottobre dell'anno successivo, ottenne una commessa per la fornitura di 20 esemplari; la cellula sarebbe stata realizzata negli stabilimenti di Getafe ed assemblata all'ala prodotta invece a Siviglia.
Le unità motrici fornite dalla ENMASA furono tuttavia giudicate sottopotenziate per le esigenze del velivolo e, data la mancanza di un possibile sostituto di produzione nazionale, l'isolamento economico in cui versava il paese e le difficoltà a reperire valuta estera atta ad acquistare motorizzazioni alternative sul mercato internazionale causarono l'interruzione del programma di sviluppo e la cancellazione degli ordini emessi. Il governo spagnolo fece comunque fronte agli investimenti aziendali acquistando gli esemplari già realizzati e rifondendo i costi di sviluppo.

## Tecnica
Il C-202 Halcón era un velivolo di impostazione classica, simile ad altri contemporanei pari ruolo come lo statunitense Convair CV-240 e lo svedese Saab 90 Scandia, ovvero bimotore ad ala bassa e carrello retrattile. Nel complesso, l'Halcón risultava molto simile al C-201 Alcotán, sebbene avesse dimensioni leggermente maggiori, fosse dotato di carrello d'atterraggio triciclo ed avesse un compartimento per i 14 passeggeri ed i 3 membri di equipaggio più ampio e dotato di impianto di riscaldamento e condizionamento.
La fusoliera era caratterizzata dalla finestratura della cabina di pilotaggio disposta a scalino, da una serie di sette finestrini rettangolari posti ai lati e dal portellone di accesso collocato sul lato sinistro. Posteriormente terminava in un impennaggio classico monoderiva con piani orizzontali collocati a sbalzo sulla parte terminale conica della carlinga.
L'ala era posizionata bassa, con le semiali a pianta triangolare, caratterizzata da un angolo di diedro positivo ed includeva le due gondole motore poste sul bordo d'attacco.

## Versioni
C-202
versione con 3 membri di equipaggio e 14 passeggeri, equipaggiato con una coppia di motori radiali Elizalde 9C-29-750-Beta-4.
C-202B
versione con 2 membri di equipaggio e 8 passeggeri, equipaggiato con una coppia di motori radiali Wright Cyclone R-1820-56.

## Utilizzatori
Spagna
- Ejército del Aire

operò con 10 esemplari ai quali venne assegnata la designazione T.6.

## Velivoli comparabili
Stati Uniti
- Convair CV-240

 Svezia
- Saab 90 Scandia